# Congreso (reunión)

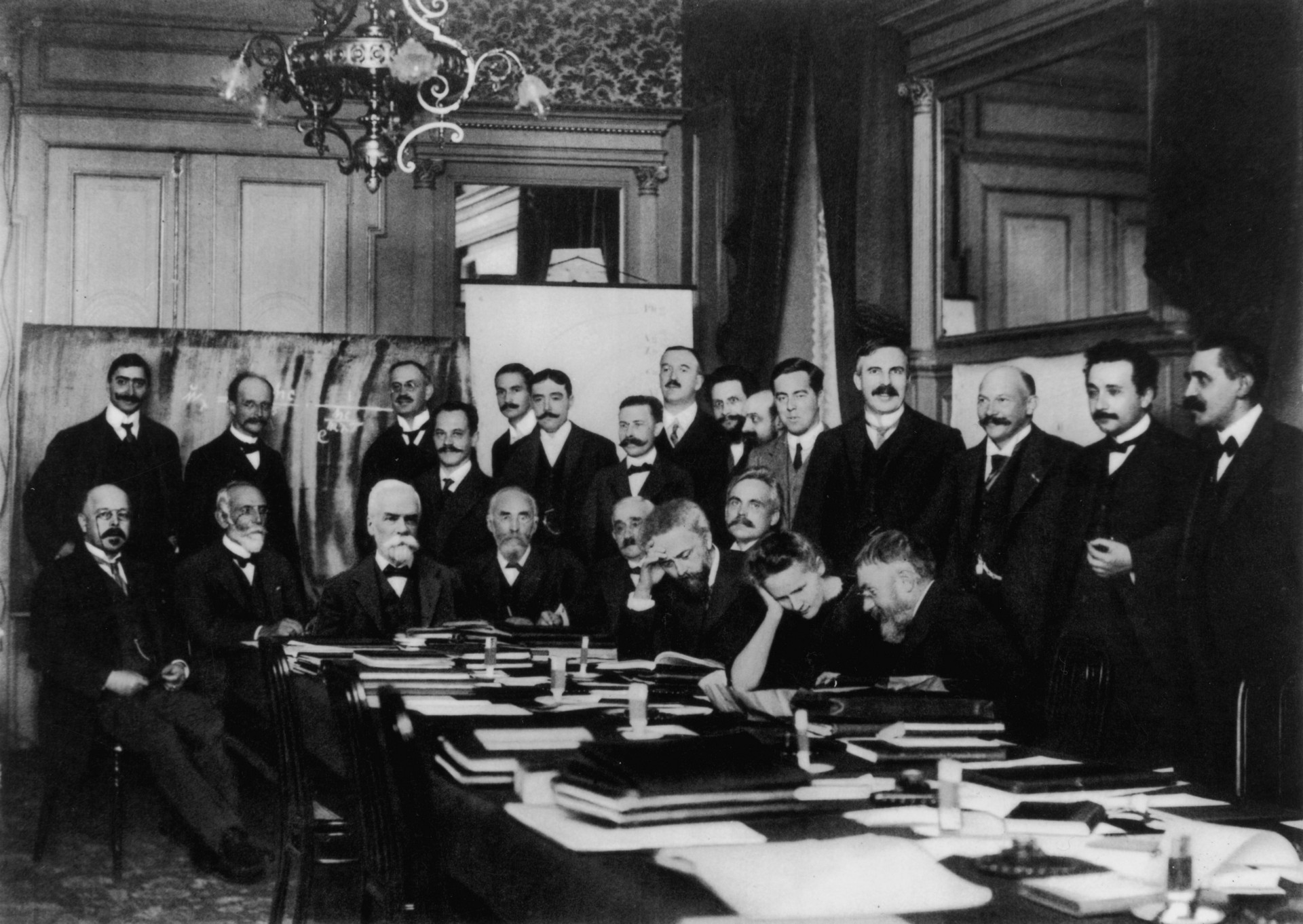
Asistentes al famoso primer congreso de Solvay.

Congreso es la denominación utilizada para diversas conferencias académicas y otro tipo de reuniones con un fin de discusión, difusión, y/o intercambio de conocimientos.

## Descripción
Es una reunión orientada a la difusión o intercambio de conocimientos. Los congresos se identifican por el hecho de que los asistentes adoptan un rol interactivo participando activamente en ponencias, foros y debates. Según la Spain Convention Bureau, las temáticas más comunes de los congresos en España, por orden de importancia, son:
- Médicas
- Comerciales
- Públicas
- Tecnológicas
- Universitarias

También, los partidos políticos deciden la dinámica, programa y estrategias a seguir en un periodo concreto de tiempo a través de congresos. 
Con el fin de hacer más atractiva la asistencia a un congreso, las entidades organizadoras se vuelcan en la organización de actividades complementarias o paralelas al mismo. Así, es habitual el diseño de un programa alternativo para los acompañantes consistentes en actividades turísticas o de ocio. Las actividades complementarias a las reuniones son, por orden de importancia:
- gastronómicas
- turísticas
- culturales
- compras